# Karyn White (album)
A Karyn White című album Karyn White amerikai énekesnő első albuma. Producerei többek közt Babyface és L.A. Reid. Az album az Egyesült Államokban kétszeres platinalemez lett, négy kislemeze (The Way You Love Me, Superwoman, Love Saw It, Secret Rendezvous) nagy sikert arattak.

## Számlista
| #  | Cím                          | Szerzők                            | Hossz |
| -- | ---------------------------- | ---------------------------------- | ----- |
| 1. | The Way You Love Me          | Babyface, L.A. Reid, Simmons       | 4:56  |
| 2. | Secret Rendezvous            | Babyface, Reid, Simmons            | 5:38  |
| 3. | Slow Down                    | Steve Harvey, Simmons, Karyn White | 4:35  |
| 4. | Superwoman                   | Babyface, Reid, Simmons            | 5:49  |
| 5. | Family Man                   | Babyface, Reid, Simmons            | 4:07  |
| 6. | Love Saw It (feat. Babyface) | Babyface, Reid, Simmons            | 5:21  |
| 7. | Don’t Mess with Me           | Babyface, Reid, Simmons            | 4:53  |
| 8. | Tell Me Tomorrow             | Rogers, Roman, White               | 4:54  |
| 9. | One Wish                     | Ian Prince, Scott                  | 4:22  |

## Kislemezek
- The Way You Love Me (1988)
- Slow Down (csak promó; 1988)
- Superwoman (1989)
- Love Saw It (1989)
- Secret Rendezvous (1989)

## Helyezések
| Év   | Slágerlista                          | Legfelső helyezés |
| ---- | ------------------------------------ | ----------------- |
| 1988 | USA, The Billboard 200               | 19                |
| 1988 | USA Billboard Top R&B/Hip-Hop Albums | 1                 |